# Acrocera paitana
Acrocera paitana är en tvåvingeart som först beskrevs av Seguy 1956.  Acrocera paitana ingår i släktet Acrocera och familjen kulflugor. Inga underarter finns listade i Catalogue of Life.